# Via Tiburtina Valeria
Via Tiburtina Valeria var en via consularis som gick från Rom till Aternum. Vägen bestod av två vägar: Via Tiburtina (som byggdes först) och Via Valeria (som byggdes senare). Den sammanlagda längden var ungefär 200 kilometer.
Via Tiburtina var en romersk väg som gick från Rom till Tibur (dagens Tivoli). Vägen gick ut genom Aurelianusmuren genom Porta Tiburtina och genom Serviusmuren genom Porta Esquilina. Den anlades omkring år 286 f.Kr. av den romerske konsuln Marcus Valerius Maximus som också gav den dess namn. Historiker anser att Via Tiburtina måste ha byggts när latinska förbundet bildades.